# Stadio Centenario Ciudad de Quilmes
Lo stadio Centenario Ciudad de Quilmes è uno impianto sportivo situato a Quilmes, in Argentina. Lo stadio è stato inaugurato il 25 aprile 1995. Lo stadio ospita le partite casalinghe del Quilmes Atlético Club. Ha una capienza di 30 200 persone.